# Rinchen Drag
Rinchen Drag (1040-1111) was een Tibetaans geestelijke en schrijver. Hij wordt ook wel Bari Lotsawa (vertaler van Bari) genoemd.
Hij werd geboren in Kham en besloot rond zijn 14e jaar naar India te gaan. Op advies van Atisha zou hij Vajrasanapati (Dorje Denpa) als leermeester hebben genomen. In Ngari bestudeerde hij de belangrijkste werken van de Indiase filosoof Nagarjuna. Rinchen Drag werkte in het Tholingklooster in het Koninkrijk Guge in het huidige Tsada, aan de vertaling van boeddhistische teksten uit het Sanskriet.
In 1103 werd hij naar het klooster Sakya geroepen. Hij moest Khön Könchog Gyalpo, stichter van de Sakya-traditie (die in 1102 was overleden), vervangen als hoofd van de kloosterschool en de boeddhistische opleiding van diens zoon Sachen voortzetten. Op die school geeft hij onderricht in tantrische leringen: de kriya en de charya, de honderd Sadhanas en andere tantra-onderwerpen als Guhyasamāja, Yamantaka en Hevajra. Rinchen Drag heeft de basis gelegd voor de oorsprong van een van de Mahakalatradities en vier esoterische leringen (Kurukulla, Kamaraja, Simhamukha en Manjushri) van de Sakya-school. 
Rinchen Drag was onder meer de leermeester van Sachen Kunga Nyingpo en was de tweede Sakya Trizin (1103-1111). Er is een monastieke lijn die beweert terug te gaan naar Rinchen Drag. Zijn klooster, oorspronkelijk gevestigd in U-Tsang, werd verplaatst naar Gantok in Sikkim.